# Сырлытам (Кармакшинский район)
Сырлытам (Сарлы-там) — хорезмский мавзолей, расположенный в Кармакшинском районе Кызылординской области в 16 км к северо-востоку от села Тагай, памятник архитектуры Казахстана, по одной версии VII—VIII века, по другой XI—XII века. Архитектор мавзолея неизвестен.
В 1982 году мавзолей Сырлытам был включен в список памятников истории и культуры Казахской ССР республиканского значения и взят под охрану государства.

## Архитектура
Сырлытам представляет собой однокамерное, портально-купольное сооружение, построенное из обожжённого кирпича. В плане имеет размеры 9,85×10,20 метров, сохранившаяся высота здания 9 м. Переход от четверика к восьмерику осуществляется при помощи угловых арок. Затем при помощи диагонально выступающих кирпичей-консолей в углах восьмерика осуществлён переход сразу к кругу купола. Купол двойной, с шестнадцатигранным барабаном, не сохранился.
Мавзолей имеет два входа — с южной и с северной стороны. Центральный вход (с южной стороны) был оформлен порталом со стрельчатой аркой. Пештак главного фасада декорирован П-образным пояском из майоликовых плиток. Окна барабана, выложенные методом ложного свода, имеют стрельчатую форму.
Портальный фасад значительно превышает высоту прочих фасадов и действительно являет собой портал, растянутый во всю ширину здания. Его верхние части разрушены, но несложные расчеты показывают, что изначальная высота должна была превышать 7 м.
Внутренняя архитектура мавзолея производит необычное впечатление сочетанием традиционных древних приёмов — перспективно-ступенчатые тромпы, большой люк в зените купола — и контекста, в который они вписаны.
План мавзолея Сырлытам подчинён, как всюду в Средней Азии, метрической сетке с единицей — гязом размером 70,5 см. 10 гязов составляют стороны помещения, 2 гяза — толщину стен (кроме портальной) и ширину входа, 4 гяза — ширину портальной ниши, — конечно.